# Dammtjärnen (Jokkmokks socken, Lappland)
Dammtjärnen är en sjö i Jokkmokks kommun i Lappland och ingår i Luleälvens huvudavrinningsområde.